# Rudgea nobilis
Rudgea nobilis är en måreväxtart som beskrevs av Johannes Müller Argoviensis. Rudgea nobilis ingår i släktet Rudgea och familjen måreväxter. Inga underarter finns listade i Catalogue of Life.